# 北汉山辅国门站
北漢山輔國門站（：／ Bukhansan bogungmun yeok */?）是牛耳新設線沿線的一座地下車站，位於韓國首爾特別市城北區貞陵洞，韓語副站名為「西京大」（서경대）。站名源自北漢山城上的輔國門。
在車站城北區進行的問卷調查中，曾提及「北漢山貞陵站」、「清水站」等站名，其中「清水」意指貞陵川的清澈溪水，也是1894年至1914年間清水洞行政區域的名稱，且至今仍在使用。自20世纪中期清水庄的料亭餐廳和遊樂園建立後，逐漸變成這一地區的統稱。

## 車站構造
站體為2面2線側式月台的地下車站，候車月台設有月台幕門，並有2處出口。

### 月台配置
| 松泉 ↑ |
| \| 上  |
| ↓ 貞陵 |

| 月台 | 路線                  | 目的地         |
| ---- | --------------------- | -------------- |
| 上行 | ●首爾輕電鐵牛耳新設線 | 北漢山牛耳方向 |
| 下行 | ●首爾輕電鐵牛耳新設線 | 新設洞方向     |

## 歷史
- 2017年3月2日：北汉山辅国门站车站名正式确定。[3]
- 2017年9月2日：落成啟用。

## 車站周邊
- 貞陵3洞居民中心
- 貞陵4洞居民中心
- 西京大学
- 國民大學
- 高麗大學師範學院附設高校（朝鲜语：고려대학교 사범대학 부속고등학교）
- 北中學
- 首爾貞陵初等學校
- 首爾青德初等學校
- 北漢山國立公園

## 圖片

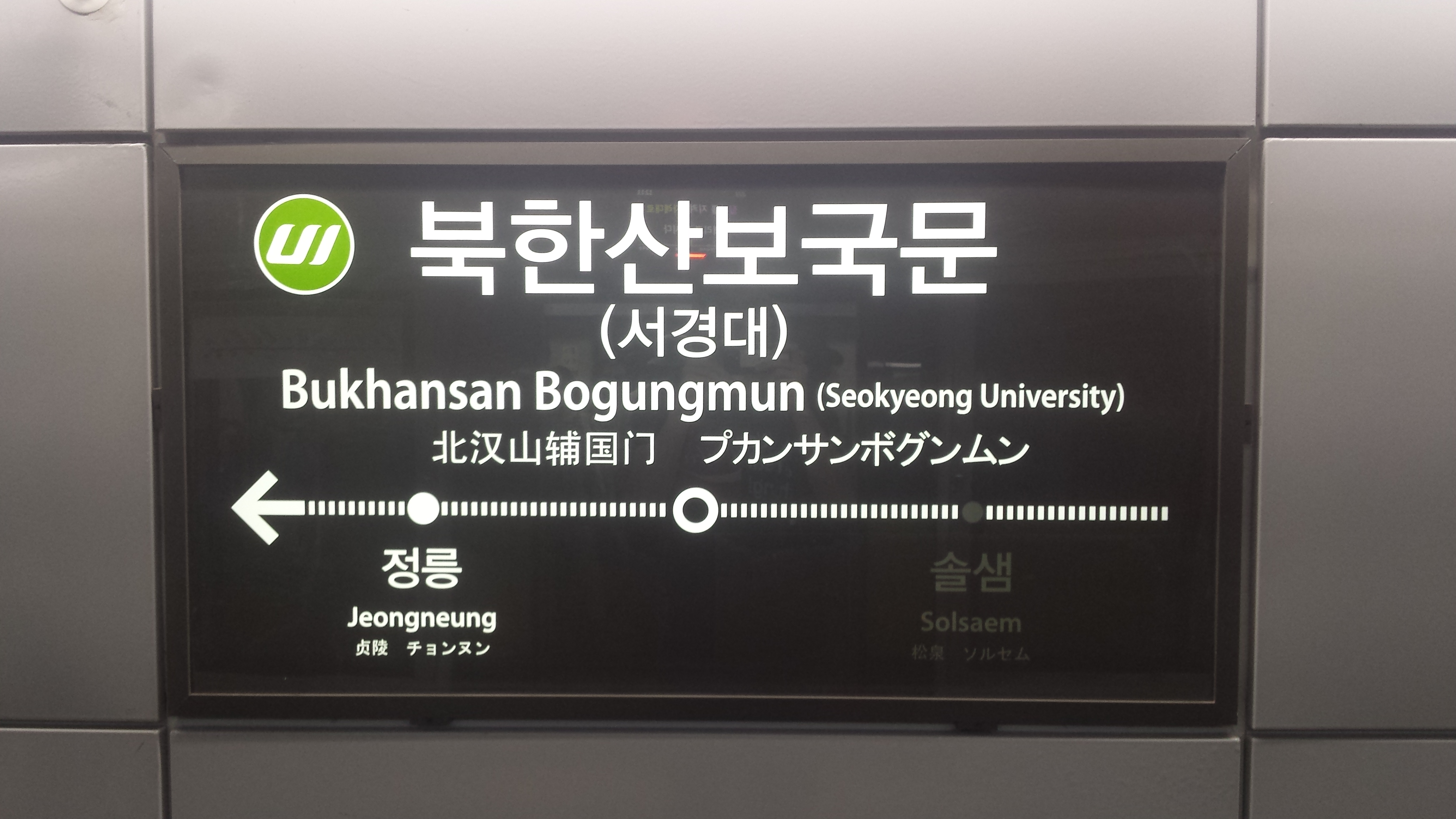
站名牌
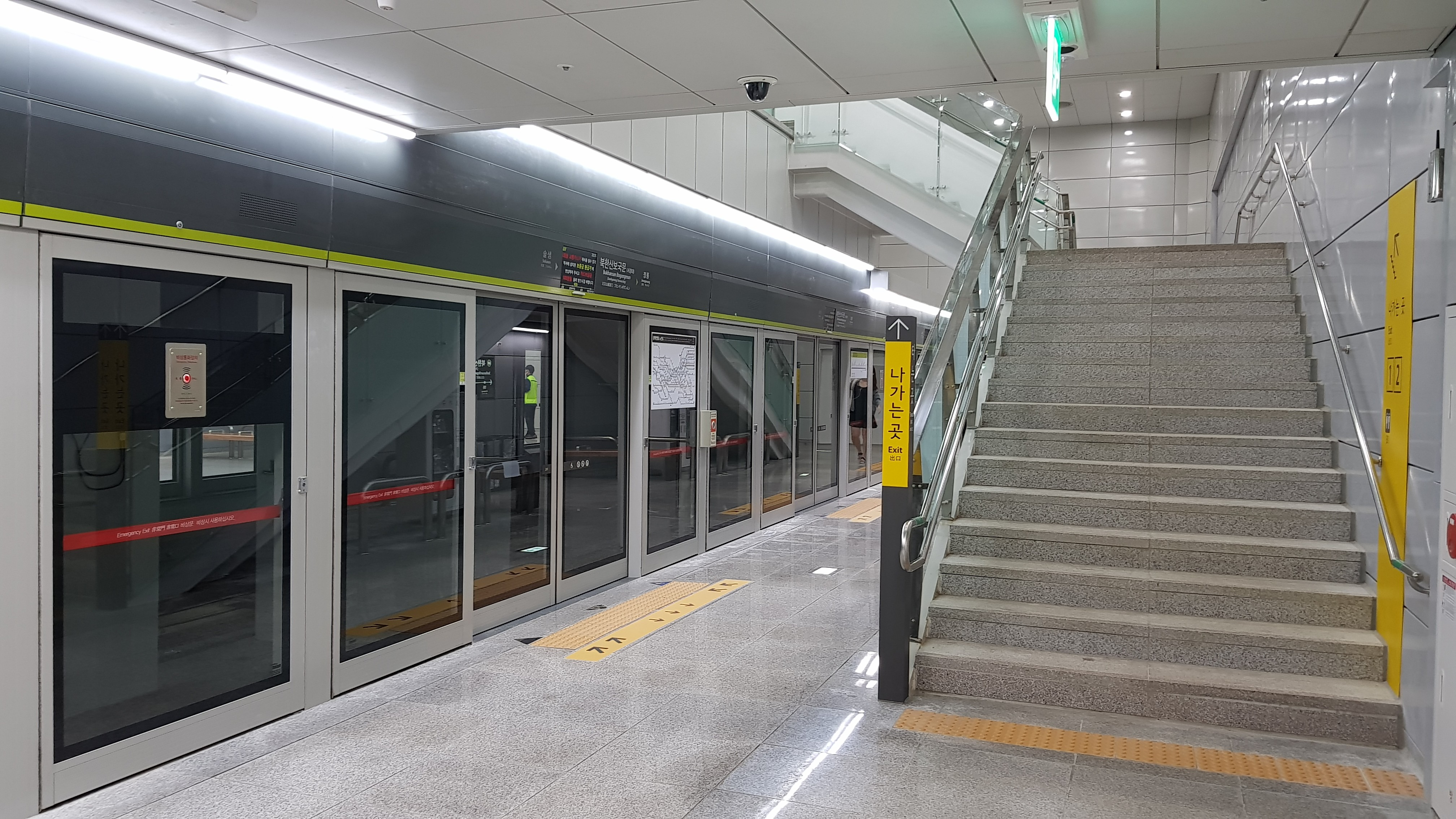
候車月台
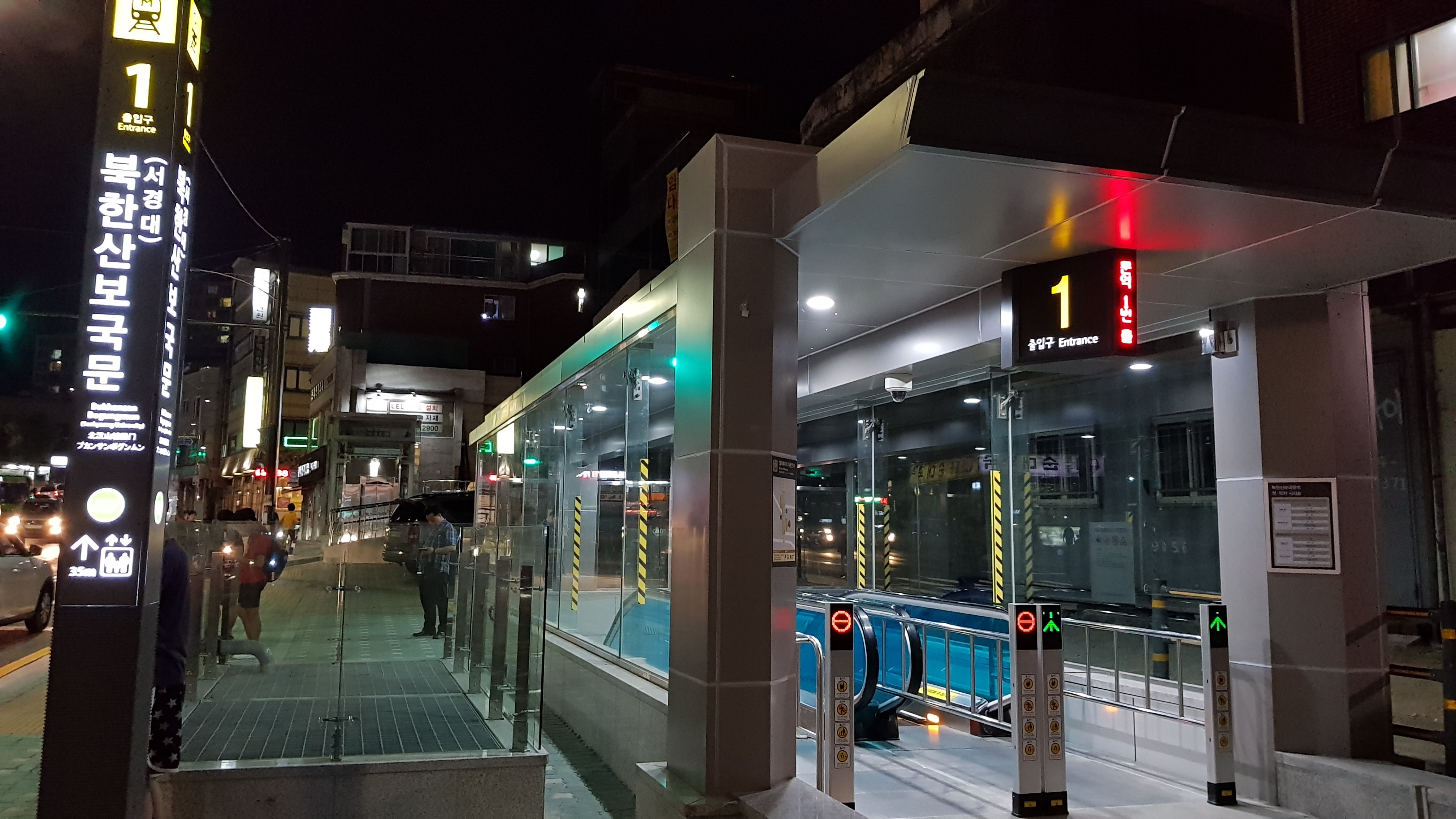
1號出口，夜間

## 相鄰車站
牛耳新设轻电铁
●首爾輕電鐵牛耳新設線
松泉（S117）－北汉山辅国门（S118）－贞陵（S119）